# Limnephilus tauricus
Limnephilus tauricus là một loài Trichoptera trong họ Limnephilidae. Chúng phân bố ở miền Cổ bắc.